# Mare Nubium
Mare Nubium (Mar das Nuvens) é um mar lunar de 715 km de diâmetro, localizado a Sudeste da bacia Procellarum.
Esse mar, como a maioria dos outros mares da Lua, foi batizado por Giovanni Riccioli.